# Jerry Grayson
Jerry Grayson (* 9. Dezember 1935 in Glen Cove, New York; † 5. März 2013 in New York City, New York) war ein US-amerikanischer Schauspieler.

## Leben und Karriere
Seine erste Rolle übernahm Grayson 1965 in dem Film Wild on the Beach von Maury Dexter. Bekannte Kinoproduktionen, in denen er ansonsten mitspielte, sind Andrew Bergmans Striptease von 1996, Sidney Lumets Find Me Guilty von 2006 sowie Ethan und Joel Coens Inside Llewyn Davis von 2013. Außerdem wirkte er in mehreren Fernsehproduktionen mit, darunter Die Sopranos und Law & Order, wo er in sechs Folgen mitwirkte und dabei sechs verschiedene Rollen spielte. Er war bis zu seinem Tod schauspielerisch tätig, sein Schaffen umfasst mehr als 30 Produktionen.

## Filmografie (Auswahl)
| Film - 1965: Wild on the Beach - 1984: Ein Single kommt selten allein (The Lonely Guy) - 1994: Quiz Show - 1005: Proteus – Das Experiment (Proteus) - 1996: Striptease - 1996: Bullet – Auge um Auge (Bullet) - 1997: Das letzte Attentat (A Further Gesture) - 1998: Wiege der Angst (Montana) - 1998: Mob Queen - 1999: Turbulenzen – und andere Katastrophen (Pushing Tin) - 2000: Sein letzter Coup (The Opportunists) - 2002: Garmento - 2005: Duane Hopwood - 2006: Slippery Slope - 2006: Find Me Guilty – Der Mafiaprozess (Find Me Guilty) - 2006: Full Grown Men - 2007: Das 10 Gebote Movie (The Ten) - 2007: Puberty: The Movie - 2009: The Hungry Ghosts - 2010: Beware the Gonzo - 2010: All Beauty Must Die (All Good Things) - 2013: Inside Llewyn Davis | Fernsehen - 1992–2002: Law & Order (Fernsehserie, 6 Episoden) - 1994: New York Cops – NYPD Blue (NYPD Blue, Fernsehserie, eine Episode) - 1996: Die Anklage (The Prosecutors, Fernsehfilm) - 1998: Witness to the Mob (Fernsehfilm) - 2000: Der große Gatsby (The Great Gatsby, Fernsehfilm) - 2001: Clubland - Stars and Secrets (Clubland, Fernsehfilm) - 2002: Die Sopranos (The Sopranos, Fernsehserie, 2 Episoden) |